# Phenom (сингл)
«Phenom» — сингл американського репера Xzibit. 25 травня окремок з'явився на iTunes, цього ж дня відбулась прем'єра відеокліпу. У ньому знялися брат виконавця Джейсон, Young De та Скуп Девіль. Режисер: Метт Алонцо.

## Список пісень
Цифровий сингл
| #  | Назва                                          | Продюсер  | Тривалість |
| -- | ---------------------------------------------- | --------- | ---------- |
| 1. | «Phenom» (Main) (з участю Kurupt та 40 Glocc)  | Risingson | 3:26       |
| 2. | «Phenom» (Clean) (з участю Kurupt та 40 Glocc) | Risingson | 3:27       |
| 3. | «Phenom» (Radio) (з участю Kurupt та 40 Glocc) | Risingson | 2:45       |